# Mariquita-azul-de-garganta-preta
A mariquita-azul-de-garganta-preta (Setophaga caerulescens) é uma pequena ave passeriforme da família dos parulídeos. Suas áreas de reprodução estão localizadas no interior de florestas decíduas e mistas de coníferas no leste da América do Norte. Nos meses mais frios, ela migra para as ilhas do Caribe e da América Central. É muito raramente encontrada na Europa Ocidental, onde é considerada uma espécie não indígena. A mariquita-azul-de-garganta-preta é sexualmente dimórfica; o macho adulto tem a face e as bochechas pretas, as partes superiores azuladas e as partes inferiores brancas, enquanto a fêmea adulta é marrom-oliva na parte superior e amarelo-claro na parte inferior.
Predominantemente insetívora, a mariquita-azul-de-garganta-preta complementa sua dieta com frutos silvestres e sementes no inverno. Ela constrói seus ninhos em arbustos grossos e a proximidade de seus locais de nidificação com o solo a torna uma espécie favorecida para o estudo do comportamento da mariquita na natureza. A mariquita-azul-de-garganta-preta defende seu território contra outros pássaros da mesma espécie, tanto para os habitats de nidificação quanto para os de inverno. Como a mariquita-azul-de-garganta-preta requer áreas florestais grandes e ininterruptas para fazer seus ninhos, seu número está diminuindo.

## Taxonomia e filogenia
O naturalista alemão Johann Friedrich Gmelin descreveu a mariquita-azul-de-garganta-preta em 1789. O nome de sua espécie é o adjetivo em latim caerulescens, que significa “tornando-se azul”.
A mariquita-azul-de-garganta-preta é um dos parulídeos do Novo Mundo. Essa espécie foi originalmente colocada no gênero Dendroica. Recentemente, foi ajustada para ser membro do gênero Setophaga, juntamente com todos os outros membros do gênero Dendroica, com base nas descobertas de uma análise filogenética recente do DNA mitocondrial e do DNA nuclear em 2010. O antigo gênero Dendroica foi então excluído. Dentro do gênero, parece não ter parentes particularmente próximos.
A espécie se reproduz na América do Norte e passa o inverno no Caribe. Alguns estudos observaram diferenças significativas em termos de comportamento migratório e cor da plumagem entre as populações do norte e do sul dentro da área de reprodução. A população do norte passa o inverno principalmente no oeste do Caribe (Cuba e Jamaica), enquanto a população do sul geralmente passa o inverno nas ilhas do leste (Ilha de São Domingos e Porto Rico). Além disso, os machos da população do sul têm plumagem mais escura do que os da população do norte. Essas diferenças levaram os biólogos a considerá-las como subespécies separadas. No entanto, um estudo recente nos Estados Unidos não revela nenhuma diferenciação genética significativa entre as populações do norte (amostras dos estados de Michigan, Nova Hampshire e Nova York) e do sul (amostra da Carolina do Norte). Os resultados do estudo mostram, na verdade, uma expansão populacional recente a partir de um único refúgio glacial, portanto, as populações atuais são homogêneas em termos de genética. A diferenciação observada entre as populações do norte e do sul deve ter ocorrido muito recentemente.

## Descrição

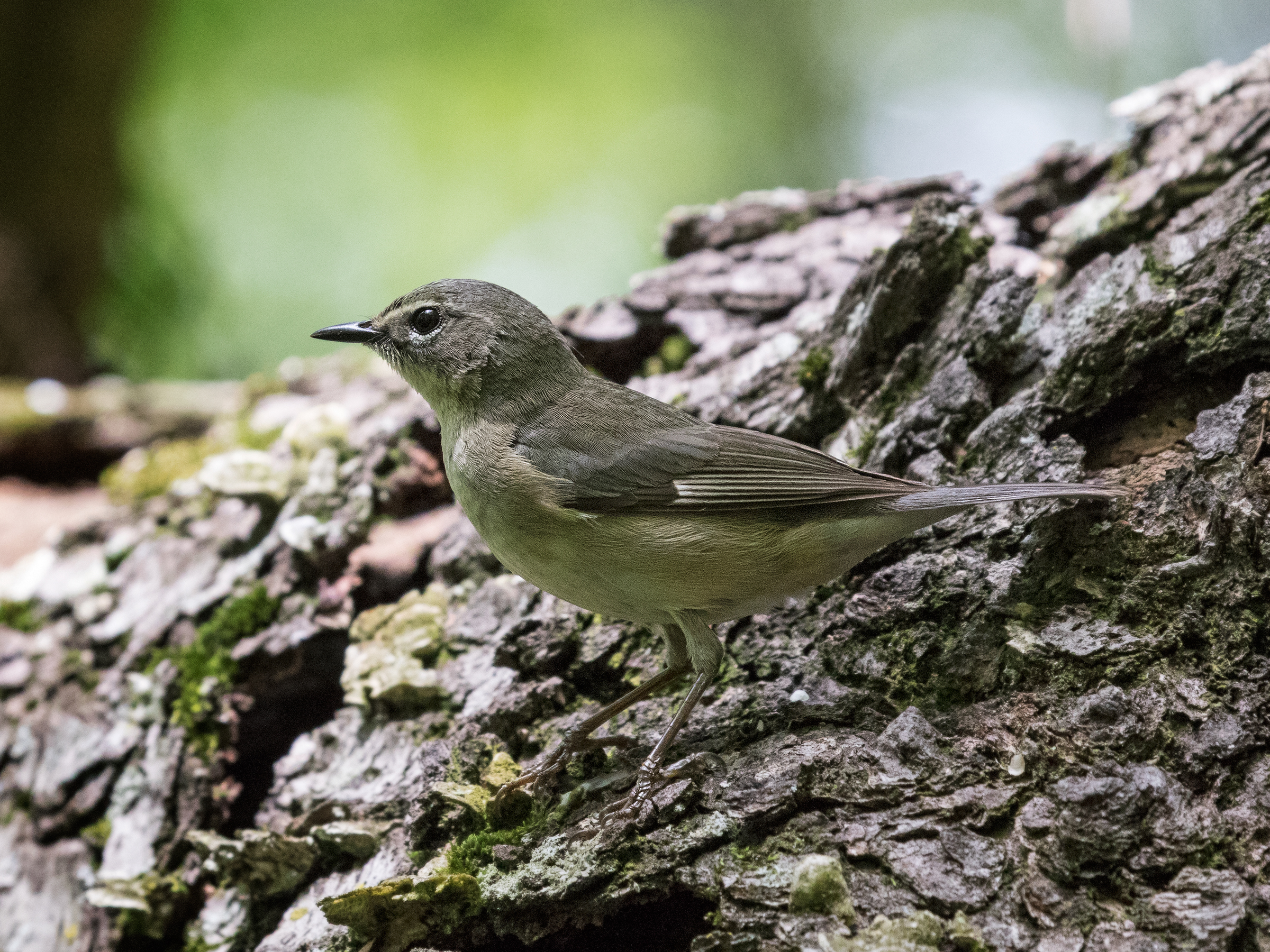
Fêmea procurando cupins no en.

A mariquita-azul-de-garganta-preta mede 13 cm de comprimento e pesa 8,4-12,4 g. A envergadura da asa varia de 19 a 20 cm. Trata-se de uma ave com forte dimorfismo sexual. O macho adulto tem as partes inferiores brancas com a garganta, a face e os flancos pretos. As partes superiores são de um azul profundo. O macho imaturo é semelhante, mas com as partes superiores mais verdes. A fêmea tem partes superiores marrom-oliva e partes inferiores amarelo-claro com asas e cauda mais escuras, coroa cinza e manchas marrons na bochecha. Ambos os sexos têm um bico fino e pontiagudo e pequenas manchas brancas nas asas que nem sempre são visíveis. Como muitas outras espécies de parulídeos, apresenta plumagem colorida durante a primavera e o verão. Entretanto, fora da época de reprodução, sua plumagem é monótona e menos distinta. No outono, a mariquita-azul-de-garganta-preta pode ser distinguida por suas pequenas manchas brancas nas asas. Os filhotes têm a parte superior marrom com uma listra superciliar cor de creme e manchas marrons na garganta, no peito e na barriga.
O canto do pássaro pode ser descrito como um zee-zee-zeeee zumbido com uma inflexão para cima. Seu canto é um ctuk plano.

## Distribuição e habitat

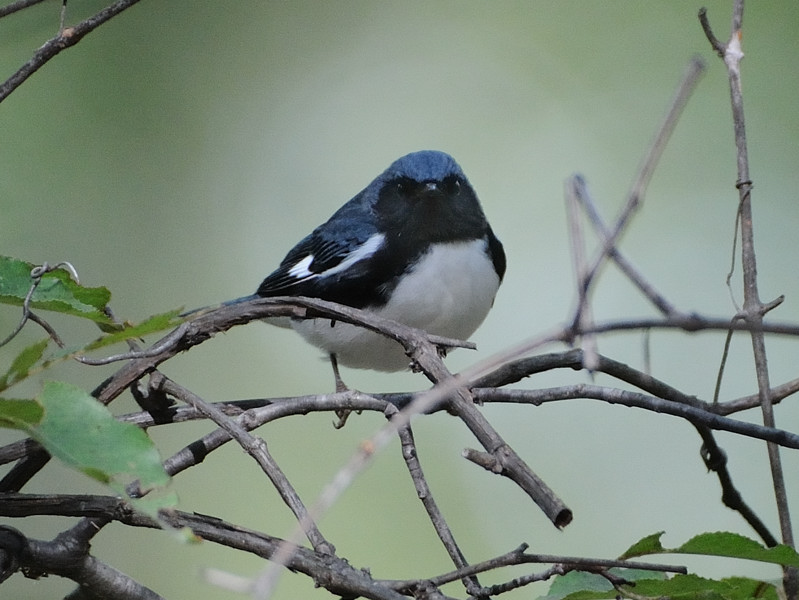
Macho no en.

A mariquita-azul-de-garganta-preta é uma espécie migratória. Ela se reproduz em florestas decíduas temperadas ou em florestas mistas com um sub-bosque espesso. A espécie é encontrada com frequência em regiões montanhosas e acidentadas no nordeste dos Estados Unidos e no sudeste do Canadá. No final do verão, ela migra para os habitats tropicais arborizados e arbustivos das Grandes Antilhas para passar o inverno. Ao longo da rota de migração, a mariquita-azul-de-garganta-preta pode ser observada em habitats como parques e jardins. O local de nidificação é mais importante do que o local de forrageamento para determinar o habitat da mariquita-azul-de-garganta-preta. A mariquita-azul-de-garganta-preta é uma espécie de ninho aberto, que constrói o ninho muito próximo ao solo, portanto, precisa escolher um local de nidificação protegido onde o risco de predação seja relativamente baixo.

## Comportamento

### Alimentação e forrageamento
A mariquita-azul-de-garganta-preta forrageia ativamente na vegetação baixa, às vezes pairando ou capturando insetos durante o voo. Geralmente forrageia em uma área por algum tempo antes de passar para a próxima. Alimenta-se principalmente de invertebrados, como lagartas, moscas e aranhas. Pode complementar sua dieta com sementes, frutos silvestres e frutas no inverno.
Os machos e as fêmeas preferem locais de forrageamento diferentes. Enquanto os machos geralmente pairam entre a folhagem dos arbustos mais altos, entre 3 a 9 m, as fêmeas tendem a forragear em estratos mais baixos. A época da estação reprodutiva influencia onde os machos forrageiam. Quando chega a hora de alimentar os filhotes, os machos descem para os mesmos estratos de forrageamento que as fêmeas. A mariquita-azul-de-garganta-preta forrageia principalmente no sub-bosque em vez de no dossel. As folhas grandes e os galhos longos no sub-bosque afetam seu comportamento de forrageamento. A mariquita-azul-de-garganta-preta costuma pairar em vez de coletar suas presas porque é mais difícil coletá-las entre a folhagem espessa do sub-bosque.

### Reprodução

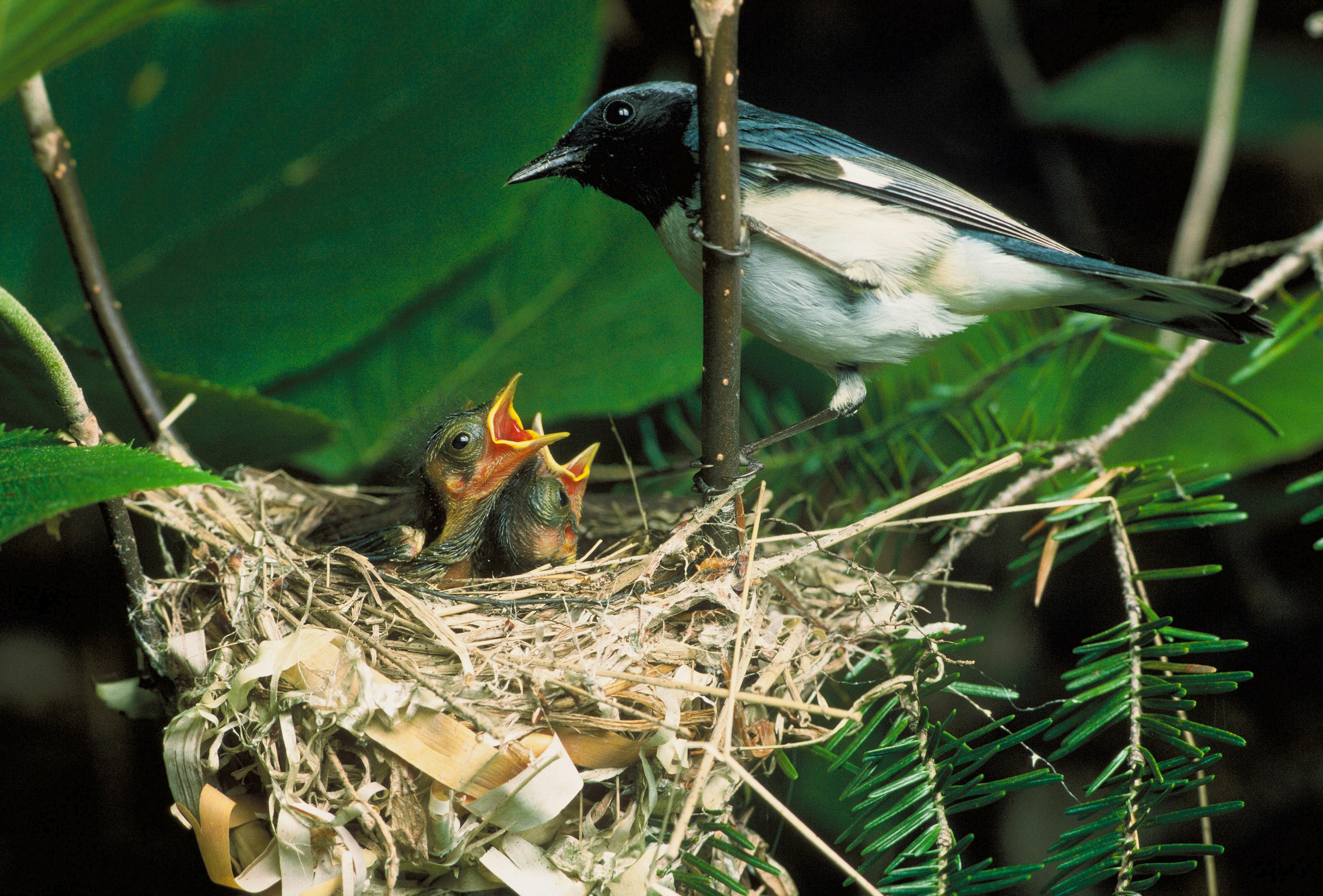
Ninho.

A mariquita-azul-de-garganta-preta é uma espécie monogâmica. Sua época de reprodução geralmente começa em maio e termina em julho. Como pássaro canoro, o macho da mariquita-azul-de-garganta-preta atrai a atenção da fêmea cantando uma melodia suave. Em seguida, ele segue a fêmea enquanto ela está forrageando ou procurando locais para fazer o ninho. Assim que a fêmea faz uma pausa para descansar, o macho abaixa levemente as asas, estica a cabeça para frente e para cima, abre o bico e fica de frente para a fêmea. A fêmea também se exibe para o macho vibrando suas asas. Em resposta, o macho monta a fêmea por 2 a 3 segundos e depois voa.
Em 1996, os pesquisadores mostraram que a mariquita-azul-de-garganta-preta prefere residir em florestas decíduas temperadas com maior densidade de arbustos, onde o alimento é mais abundante, em comparação com locais de menor densidade de arbustos. Nesses habitats com alta densidade de arbustos, não só há uma densidade maior de parulídeos, mas a média de idade da população também é maior, sendo composta por machos e fêmeas com pelo menos dois anos de idade.
A mariquita-azul-de-garganta-preta usa pistas sociais em sua avaliação e escolha de locais de nidificação. Em especial, ela ouve as canções pós-reprodução emitidas por outros machos. Essas canções têm fortes dependências temporais. Os machos cantam no início e no auge da temporada de reprodução, mas nem todas as canções não são indicativas de sucesso reprodutivo. Perto do final da temporada de reprodução, um macho que conseguiu acasalar com sucesso continua cantando, enquanto um macho que não conseguiu reproduzir abandona o habitat. Portanto, as canções pós-reprodução são indicadores confiáveis do sucesso reprodutivo em um habitat específico e transmitem informações essenciais aos dispersores natais e reprodutivos. Em comparação com a ideia tradicional de avaliação direta da estrutura da vegetação, a sugestão vocal é muito mais eficiente e fácil de obter, revelando, portanto, a vantagem da comunicação animal na sobrevivência e na reprodução. A fêmea, entretanto, não responde diretamente às canções pós-reprodução. Em vez disso, é provável que ela dependa da presença de machos para decidir os locais de nidificação.

#### Acasalamento com outras parceiras
Embora a mariquita-azul-de-garganta-preta seja uma espécie socialmente monogâmica, os machos são frequentemente observados em territórios de outros machos, o que sugere a ocorrência de acasalamentos com outras parceiras. A ascendência dos filhotes é identificada por microssatélites em um lote de estudo na Floresta Experimental de Hubbard Brook [en], em Nova Hampshire. Os resultados mostram que ocorre fertilização com outras parceiras e que a maioria dos reprodutores são machos de territórios vizinhos. Apenas um número muito pequeno de reprodutores vem de territórios distantes. Essa interação reprodutiva local também é apoiada por outro estudo realizado anteriormente, que conclui que as fertilizações com outras parceiras estão forte e positivamente correlacionadas com a sincronia local, mas não há associação significativa com a sincronia em nível populacional.
Os machos se envolvem na proteção da parceira durante o período em que as fêmeas estão mais vulneráveis a cópulas extrapares bem-sucedidas. Eles geralmente ficam perto de sua companheira social, cantando lentamente e seguindo a companheira enquanto ela está procurando alimentos ou um local para fazer o ninho. O comportamento de guarda, no entanto, pode entrar em conflito com a busca dos machos por fertilizações com outras parceiras. Ainda não está claro até que ponto um macho preferirá a guarda da parceira em vez de fertilizações com outras parceiras. Estudos de retenção de machos mostraram que a remoção de um macho aumenta a chance de descendentes extrapares na ninhada, sugerindo que a guarda da parceira reduz as tentativas de fertilização com outras parceiras. No entanto, a taxa de fertilização com outras parceiras não pode ser eliminada, mesmo que os machos possam ficar perto de suas parceiras sociais durante o período de risco de fertilidade. Várias hipóteses tentam explicar esse fenômeno: as fêmeas podem ser capazes de administrar o acasalamento com outros parceiros mesmo quando o parceiro social está guardando-o, ou as fêmeas podem rejeitar tentativas de cópulas extrapares de outros machos na ausência de guarda do macho.
As fêmeas que participam de fertilizações extrapares podem incorporar genes melhores em sua prole do que os que conseguiriam com seu parceiro social, mas é provável que recebam menos ajuda de seus parceiros sociais no cuidado parental devido à traição. Portanto, a fertilização com outros parceiros também pode ser onerosa para as fêmeas. Uma possível teoria sobre a ocorrência da fertilização com outros parceiros é que os organismos femininos selecionam machos com alta heterozigosidade geral ou genética diferente da deles. Um estudo com microssatélites sugere uma alternativa à seleção por heterozigosidade. Como não foi encontrada nenhuma correlação entre as frequências de fertilização com outros parceiros das fêmeas e a heterozigosidade geral de seus companheiros sociais, sugere-se que as fêmeas podem escolher apenas um conjunto seletivo de genes heterozigotos, particularmente o locus MHC, que pode afetar a imunocompetência da prole.

### Seleção sexual
O reconhecimento diferencial de canções locais e não locais por parte dos machos foi estudado em duas populações: uma no norte dos Estados Unidos (Nova Hampshire) e outra no sul dos Estados Unidos (Carolina do Norte). Foi encontrada uma assimetria de resposta entre as duas populações. A mariquita-azul-de-garganta-preta do norte responde fortemente às canções locais, mas de forma relativamente fraca à canção dos parulídeos do sul. Por outro lado, um parulídeo do sul responde igualmente às músicas do norte e do sul. Uma possível explicação para essa assimetria é a diferença na preferência feminina entre as mariquitas-azuis-de-garganta-preta do norte e do sul. As fêmeas do norte têm menos probabilidade de acasalar com um macho “heteroespecífico” do sul; portanto, não é necessário que um macho do norte responda fortemente ao canto de um desafiante do sul. É possível que exista uma barreira para o fluxo gênico do sul para o norte, mas não existe uma barreira para o inverso. Portanto, é provável que a escolha do canto do macho pela fêmea desempenhe um papel no fluxo gênico e no isolamento reprodutivo, o que pode levar à diversificação.
Há muito tempo se acredita que um macho de mariquita-azul-de-garganta-preta atinge a maturação reprodutiva bem em sua primeira estação reprodutiva. Um filhote participa de acasalamento com outras parceiras tanto quanto ou até mais do que os machos mais velhos. No entanto, a pesquisa de Graves encontrou evidências opostas em termos de tamanho testicular e produção de esperma. A assimetria direcional está presente em muitos passeriformes. O testículo esquerdo geralmente é maior do que o direito, e isso se aplica tanto aos machos filhotes quanto aos mais velhos. No entanto, a proporção entre o testículo e a massa corporal é muito menor nos filhotes do que nos machos mais velhos. Além disso, os machos mais velhos têm um grau maior de assimetria direcional do que os filhotes. Como o tamanho dos testículos nas aves está correlacionado à qualidade da ejaculação, é provável que as fêmeas façam escolhas em favor de machos mais velhos, que podem ser distinguidos por sua plumagem específica para a idade.

## Status de conservação e ameaças
A mariquita-azul-de-garganta-preta tem uma ampla área de distribuição e uma grande população. Sua tendência populacional está aumentando atualmente. Essa espécie foi classificada como pouco preocupante pela IUCN em 2012. O desmatamento e a fragmentação de habitat estão ameaçando a mariquita-azul-de-garganta-preta em suas áreas tropicais de inverno. Um relatório de 2000 discutiu o impacto das mudanças climáticas globais na dinâmica populacional da mariquita-azul-de-garganta-preta por meio de uma observação de 1986 a 1998. Em particular, o efeito do El Niño-Oscilação do Sul foi estudado em relação à sobrevivência, à fecundidade e ao recrutamento dessa ave migratória. Descobriu-se que os anos de El Niño (a fase oceânica quente do Pacífico Sul) estavam associados a uma menor taxa de sobrevivência de adultos em sua área de invernada, a Jamaica, a uma menor fecundidade nos habitats de reprodução em Nova Hampshire, nos Estados Unidos, e a um menor recrutamento anual de filhotes para as áreas de reprodução e de invernada. Todos os três fatores foram relativamente maiores durante os anos de La Niña (Oceano Pacífico Sul frio), quando o clima era mais úmido e a disponibilidade de alimentos era muito mais abundante. O aquecimento global de longo prazo pode agravar o efeito El Niño-Oscilação do Sul, aumentando a flutuação da população de mariquita-azul-de-garganta-preta.